# خوان چبالوس
خوان چبالوس (انگلیسی: Juan Ceballos؛ زادهٔ ۷ آوریل ۱۹۸۳) بازیکن فوتبال اهل اسپانیا است.
از باشگاه‌هایی که در آن بازی کرده‌است می‌توان به باشگاه فوتبال اسپانیول، باشگاه فوتبال لوانته، باشگاه فوتبال کوردوبا، و باشگاه فوتبال کادیس اشاره کرد.
وی همچنین در تیم‌های ملی فوتبال زیر ۱۷ سال اسپانیا، زیر ۱۹ سال اسپانیا، و زیر ۲۰ سال اسپانیا بازی کرده‌است.